# Egyptens tjugosjätte dynasti
Egyptens tjugosjätte dynasti varade 664–525 f.Kr. Dynastin räknas till Sentiden i det forntida Egypten. Den tjugosjätte dynastin uppkom som vasallkungar till assyrierna och dynastin grundades egentligen redan 672 f.Kr. av Neko I av Sais. Från 657 f.Kr. regerade den tjugosjätte dynastin över hela Egypten och vann landets oberoende från Assyrien och Kush. Dynastin upphörde när perserna erövrade Egypten 525 f.Kr.
Dynastin blev en sista höjdpunkt för den egyptiska kulturen och man kopierad äldre texter och reliefer. Egypten blev dock tvungen att föra en aktiv utrikespolitik för att hålla såväl assyrier, babylonier, libyer och nubier utanför landet. Judar och greker bosatte sig under fredliga former i Egypten under denna tid.
Järn började att finnas mer tillgängligt runt 500 f.kr men det dröjde till den Ptolomeiska och Romerska perioden innan den utnyttjades till fullo.
| Namn                   | Datum         |
| ---------------------- | ------------- |
| Necho I eller Neko I   | 672–664 f.Kr. |
| Psammetikus I          | 664–610 f.Kr. |
| Neko II                | 610–595 f.Kr. |
| Psammetikus II         | 595–589 f.Kr. |
| Apries                 | 589–570 f.Kr. |
| Amasis eller Amasis II | 570–526 f.Kr. |
| Psammetikus III        | 526–525 f.Kr. |